# Шукейри, Ахмед
Ахмед Шукейри (араб. أحمد الشقيري‎, 1 января 1908, Тибнин, вилайет Бейрут, Османская империя — 26 февраля 1980, Амман, Иордания) — первый Председатель Организации освобождения Палестины (1964—1967).

## Биография
Родился в семье палестинского араба, исламского богослова, и турчанки. После изучения права в британском юридическом колледже в Иерусалиме он стал известным юристом в подмандатной Палестине и членом Партии независимости. В 1945 году он отправился в США, где в 1946 году стал членом Верховного арабского комитета.
С 1949 по 1951 год был членом делегации Сирии в ООН, с 1950 по 1956 год был помощником генерального секретаря Лиги арабских государств, с 1957 по 1962 год был послом Саудовской Аравии в ООН.
В мае 1964 года был избран первым председателем созданной в этом году Организации освобождения Палестины. Ушел в отставку с этого поста в декабре 1967 года после Шестидневной войны.
В период с 1968 по 1979 год написал более двадцати книг о борьбе за независимость Палестины.